# Hymenocallis tubiflora
Hymenocallis tubiflora är en amaryllisväxtart som beskrevs av Richard Anthony Salisbury. Hymenocallis tubiflora ingår i släktet Hymenocallis och familjen amaryllisväxter. Inga underarter finns listade i Catalogue of Life.